# Arthur Fritz Eugens
Arthur Fritz Eugens (* 31. Oktober 1930; † 18. Januar 1944 in Dahmsdorf-Müncheberg) war ein deutscher Kinderdarsteller. 

## Leben
Von 1936 bis 1942 drehte er über 20 Filme. Arthur Fritz Eugens starb im Alter von 13 Jahren bei einem Eisenbahnunglück in Dahmsdorf-Müncheberg.

## Filmografie
- 1936: Kater Lampe
- 1936: Arzt aus Leidenschaft
- 1936: Kinderarzt Dr. Engel
- 1936: Moral
- 1936: Ein Lied klagt an
- 1936: Maria, die Magd
- 1937: Vor Liebe wird gewarnt
- 1937: Liebe geht seltsame Wege
- 1937: Patrioten
- 1937: Leichtsinn
- 1938: Mordsache Holm
- 1938: Skandal um den Hahn
- 1938: Du und ich
- 1938: Roman eines Arztes
- 1939: Männer müssen so sein
- 1939: Familie auf Bestellung
- 1939: Irrtum des Herzens
- 1940: Feinde
- 1940: Bismarck
- 1940/42: Der große König
- 1941: Am Abend auf der Heide
- 1941: Sonntagskinder
- 1942: Ein Zug fährt ab